# TK3000 IIe Compact
O TK 3000 IIe COMPACT, era produzido pela empresa brasileira Microdigital Eletrônica Ltda.
Ele trazia as caracteriscas do TK3000 IIe porém trazia "on board": 80 colunas, interface para impressora, interface para 2 drives,e apenas um SLOT (externo), num gabinete similar ao utilizado no TK2000.Foi lançado em junho de 1987.

## Características[2]
- Unidades de Processamento:
  - Principal
  - - Microprocessador 65C02 (versão avançada do 6502)
  - Auxiliar
  - - Microprocessador Z80-A (Dedicado ao controle de teclado e interface de impressora.
  - Permite acentuação em portugues)
- Cristal
  - - 14.302 MHz (Sistema Pal-M)
- Memória
  - -32 Kbytes ROM (Read Only Memory)
  - -64 K + 64 Kbytes ou 64K + 256 Kbytes RAM (Randon access Memory)
- ROM
  - - Basic
  - - Disassernbler
  - - Atuação do teclado e da edição de tela
  - - Soma/ subtração hexadecimal para cálculos rarniﬁcados relativos
  - - Mini-assembler
  - - Auto-teste: permite testar a memória do TK 3000 Ile Compact
- Vídeo
  - - 5 modos de display
  - - Texto: 40 colunas ou menos
  - - Texto: 80 colunas: 40 / 80 colunas com seleção por software ou teclado
  - - Gráfico: baixa resolução (40x48 elementos gráficos) em 16 cores
  - - Gráfico: alta resolução (280x192 elementos graficos) em 6 cores
  - - Grafico: dupla-alta resolução (560x102 elementos graficos) em 16 cores. com definição igual a PC. com monitor colorido
  - - Modo inverso: flash e normal
  - - Duas páginas de texto (40 col.) de baixa resolução e de alta resolução selecionáveis por software
- Teclado
  - - Ergonométrico Profissional, estilo Low Profile, com 77 teclas
  - - Configuração tipo QWERTY com buffer
  - - Teclado numérico destacado (numeric keypad)
  - - ASCII completo
  - - Indicação visual dos modos de operação: Power On: Mode; Prog; Accent; Caps Lock
  - - Reprogramável pelo usuário (tecla PROG)
  - - Programação pré-definida (CONTROL-MODE) de comandos BASIC
  - - Acentuação na língua portuguesa igual à máquina de escrever elétrica. A impressão em português fica "TRANSPARENTE".
  - -Repeat automático
  - - Cold e Warm reset pelo teclado
  - - Teclas especiais Círculo aberto e Círculo fechado
  - - Reprogramação do teclado pode ser armazenada em disco
- Entradas e saídas
  - - Slot de expansão com estrutura de prioridade por interrupção e DMA (acesso direto à memória)
  - - Saída para monitor de vídeo composto
  - - Saída com modulador RF para TV em PAL-M
  - - Saída de som por alto-falante
  - - Saída para paddle e joystick
  - - Saída direta para 2 disk drives 5¼" padrão Apple®
  - - Saída direta para impressora.
- Dimensões
  - - altura: 67 mm
  - - largura: 376 mm
  - - profundidade: 320 mm